# Cheswick
Cheswick – wieś w Anglii, w hrabstwie Northumberland. Leży 85 km na północ od miasta Newcastle upon Tyne i 482 km na północ od Londynu.